# نيريتو
نيريتو (بالإيطالية: Nereto)‏ هي بلدية في مقاطعة تيرامو في إقليم أبروتسو الإيطالي.

## السكان
في سنة 1861 بلغ عدد السكان 2٬613 نسمة، وتطور العدد ليصل في سنة 2011 لـ 5٬075 نسمة.
يظهر هذا المخطط البياني تطور النمو السكاني لـ نيريتو